# Borken (distrito)
Borken é um distrito (Kreis ou Landkreis) da Alemanha localizado na região de Münster (ou Monastério), no estado da Renânia do Norte-Vestfália.

## Cidades e municípios
(População em 30 de junho de 2006)
| Cidades                     | População |
| Bocholt                     | 73 792    |
| Gronau                      | 46 431    |
| Borken                      | 41 134    |
| Ahaus                       | 38 386    |
| Vreden                      | 22 705    |
| Stadtlohn                   | 20 680    |
| Rhede                       | 19 194    |
| Gescher                     | 17 141    |
| Isselburg                   | 11 279    |
| Municípios                  | População |
| Reken                       | 14 337    |
| Velen                       | 12 985    |
| Raesfeld                    | 11 103    |
| Südlohn                     | 8 990     |
| Heek                        | 8 418     |
| Heiden                      | 8 168     |
| Schöppingen                 | 7 725     |
| Legden                      | 6 803     |
| Mapa do distrito de Borken. |           |